# Rougequeue à front bleu
Phoenicurus frontalis
Espèce
Statut de conservation UICN

 LC  : Préoccupation mineure
Le Rougequeue à front bleu (Phoenicurus frontalis) est une espèce de passereaux de la famille des Muscicapidae.
Cet oiseau peuple le centre de la Chine et l'Himalaya ; son aire d'hivernage s'étend à travers le flanc sud de ce dernier, le Patkai, le sud du Yunnan et le nord de l'Indochine.